# The Magician (1900)
The Magician ist ein US-amerikanischer Stummfilm aus dem Jahr 1900. Der Film wurde von Thomas A. Edison produziert und am 28. Februar 1900 veröffentlicht.

## Handlung
Ein Magier betritt eine Bühne und verneigt sich. Anschließend lässt er seine Handschuhe, seinen Hut und seinen Mantel verschwinden.
Mit einem Tuch beginnt er seinen nächsten Zaubertrick und lässt einen Tisch mit Stroh erscheinen, aus diesem Stroh zaubert er schließlich einige Tauben hervor.

## Hintergrundinformationen
Die dargestellte Magie wurde durch Mittel der Schnitttechnik hervorgerufen. Unbekannt ist, wer bei diesem Film die Regie übernahm und wer sich hinter dem Magier verbirgt.